# Semiothisa coronoleucas
Semiothisa coronoleucas är en fjärilsart som beskrevs av Louis Beethoven Prout 1915. Semiothisa coronoleucas ingår i släktet Semiothisa och familjen mätare. Inga underarter finns listade i Catalogue of Life.